# Piseinotecus
Famille
Genre
Piseinotecus, unique représentant de la famille des Piseinotecidae, est un genre de mollusques de l'ordre des nudibranches.

## Liste des espèces
Selon World Register of Marine Species (27 août 2015) :
- Piseinotecus divae (Er. Marcus, 1955)
- Piseinotecus gabinierei (Vicente, 1975)
- Piseinotecus gaditanus (Cervera, García-Gómez & García, 1987)
- Piseinotecus soussi (Tamsouri, Carmona, Moukrim & Cervera, 2014)
- Piseinotecus sphaeriferus (Schmekel, 1965)